# Cárcel de Abu Salim
La cárcel de Abu Salim o prisión de Abu Salim es una prisión de máxima seguridad en Trípoli, Libia, que ha sido descrita a menudo como notable por maltratos y abusos a los derechos humanos por activistas de estos y otros observadores, antes de la caída de la dictadura de Muamar el Gadafi, de 42 años de duración, en 2011.

## Alegatos de violaciones a los derechos humanos
Amnistía Internacional llamó a una investigación independiente sobre las muertes ocurridas el 29 de junio de 1996, un incidente que algunos llaman la masacre de la cárcel de Abu Salim. Human Rights Watch (HRW) afirmó que 1,270 prisioneros fueron asesinados y también llamó a la prisión un "sitio de atroces violaciones a los derechos humanos." Human Rights Watch informó asimismo en un reporte que sus observadores fueron incapaces de verificar independientemente las pruebas de una masacre. Las afirmaciones citadas por HRW se basaban en el testimonio de un único exreo, Hussein Al Shafa’i, que afirmó que él no fue testigo cuando un prisionero fue asesinado: "Yo no podía mirar a los presos muertos que fueron baleados..." La versión de más de 1,200 muertos fue afirmada por Al Shafa’i calculando el número de comidas que él preparaba cuando trabajaba en la cocina de la cárcel. Al Shafa'i dijo: "Yo fui interrogado por los guardias de la prisión para lavar los relojes que tomaban de los cuerpos de los presos muertos..."
El gobierno libio rechazó las acusaciones sobre una masacre en Abu Salim. En mayo de 2005, el jefe de la Agencia de Seguridad Interna de la Gran Yamahiriya Árabe Libia Popular Socialista dijo a HRW que los reos habían apresado a algunos carceleros y les quitaron sus armas. Los prisioneros y los guardias murieron, así como el personal de seguridad para restaurar el orden, y el gobierno abrió una investigación ordenada por el ministro de Justicia. El funcionario libio estimó que más de 400 prisioneros escaparon de Abu Salim en 4 grupos en fugas separadas antes y después del incidente: en julio de 1995, diciembre de 1995, junio de 1996 y julio de 2001. Entre los evadidos había hombres con nexos a los grupos islamistas en Afganistán, Irak e Irán.
La periodista Lindsey Hilsum explora el tema en su libro, publicado en 2012,  "Sandstorm" (Tormenta de arena). Ella estuvo con algunas familias que reclaman que sus familiares estuvieron en la cárcel y describe el número de muertos de la masacre como una estimación incierta por varias razones; el mayor problema es que, por naturaleza, el gobierno guardó silencio sobre el paradero de los prisioneros y su condición. También describió los relatos de testigos de un tiroteo masivo. Las familias de los desaparecidos y muertos formaron una asociación e hicieron varias protestas en Bengasi. El abogado Fathi Terbil les ayudó a representarlas y fue arrestado varias veces por esto. Saif al Islam Gadafi (hijo del dictador) estaba decidido a resolver esto por medio de su Fundación Internacional Gadafi para Asociaciones de Caridad en 2007.
El gobierno libio dijo en 2009, cuando estaba controlado por las mismas personas al momento del suceso, que los hechos sucedieron entre el gobierno y los rebeldes del Grupo de Combatientes Islámicos Libios, y que por lo menos unos 200 guardias resultaron muertos. En enero de 2011, el gobierno libio confirmó que se había abierto una investigación sobre el incidente junto con investigadores internacionales. Informes hechos en una entrevista a la BBC por el prisionero Mansour Dao, una prominente figura en el régimen de Gadafi, proveen más evidencias de la masacre.
Cuando la Primavera Árabe ocurrió en Túnez y Egipto, Fathi Terbil fue el primero en ser arrestado por las autoridades para evitar una revolución. Las familias de los presos de Abu Salim protestaron contra su encarcelamiento y esto contribuyó a la revolución en Libia. Se reportó que Abdullah Senussi, jefe de la inteligencia de Gadafi y sospechoso de estar involucrado en la masacre de 1996, intentó invitar a Terbil para detener las protestas.
El 25 de septiembre de 2011, después de que el anterior gobierno fuera derrocado, el gobernante Consejo Nacional de Transición (CNT) dijo que una fosa. común había sido descubierta fuera de la cárcel. Khalid al-Sherif, un vocero militar del CNT, dijo que la fosa fue localizada gracias a la información de funcionarios prisioneros del anterior régimen. Declaró: "Descubrimos la verdad oculta que el pueblo libio había esperado por varios años y son los cuerpos y restos de las víctimas de la masacre de Abu Salim." Ibrahim Abu Shim, un miembro del comité de localización de fosas comunes, dijo que los investigadores creen que 1,270 personas fueron enterradas allí, pero el CNT necesitó ayuda de la comunidad internacional para encontrar e identificar los restos con equipo sofisticado para las pruebas de ADN. Aunque los investigadores de CNN y otras organizaciones dijeron que solamente habían aparecido huesos de animales en el sitio.

## Prisioneros de Abu Salim
- Ahmed al-Senussi, miembro del CNT, fue encarcelado por Gadafi hasta su liberación en 2001.[16]
- Abu Sufian bin Qumu, un exmiembro del Grupo de Combatientes Islámicos Libios, fue trasladado de Guantánamo a Libia en 2007,[17] y fue liberado en 2010 después de una amnistía para presos políticos.[18]

## Videos de YouTube
El 24 de enero de 2010 las autoridades libias bloquearon el acceso a YouTube después de que fueron subidos videos de protestas en Bengasi por familiares de detenidos que murieron en la prisión de Abu Salim en 1996, y videos de la familia Gadafi. El bloqueo fue criticado por Human Rights Watch.

## Guerra civil de Libia
Durante la Guerra de Libia de 2011 la cárcel fue tomada por los rebeldes el 24 de agosto y todos los prisioneros fueron liberados. Entre estos se confirmó que estaba el voluntario rebelde extranjero Matthew VanDyke de Baltimore, Maryland, Estados Unidos, un miembro de una unidad rebelde capturado por el ejército libio en Brega en marzo. Una campaña internacional para liberar a VanDyke lo describió como un "escritor y periodista", pero más tarde se reveló que era un combatiente rebelde y prisionero de guerra.